# Избор домаћина за Свјетска првенства у фудбалу 2018. и 2022.
Избор домаћина за Свјетска првенства у фудбалу 2018. и 2022. је процес у којем је ФИФА, владајуће тијело свјетског фудбала, изабрала државе домаћине Свјетских првенстава 2018. и 2022. Процес је званично почео у јануару 2009; достављено је 11 кандидатура од 13 држава, укључујући једну која се повукла и једну коју је ФИФА одбила прије гласања извршног комитета у децембру 2010. Двије од преосталих девет кандидатура биле су само за првенство 2022, док су остале биле за оба првенства. Током процеса, све кандидатуре држава ван Европе су повучене, што је значило да су све кандидатуре држава из Европе за првенство 2022. отпале јер ће организовати првенство 2018. До састанка комитета, за организацију првенства 2018. остале су кандидатуре Енглеске, Русије, заједничка кандидатура Белгије и Холандије, као и заједничка кандидатура Португалије и Шпаније. За првенство 2022. остале су кандидатуре Јапана, Аустралије, Катара, Јужне Кореје и САД. Кандидатура Индонезије је одбачена због недостатка подршке Владе, док је Мексико своју кандидатуру повукао из финансијских разлога.
На дан 2. децембра 2010. Русија је изабрана за домаћина првенства 2018. док је Катар изабран за домаћина првенства 2022. Процес су пратиле бројне контроверзе. Двојици чланова извршног комитета је суспендовано право гласа након оптужби да ће прихватити новац у замјену за глас, а након побједе Катара, појавиле су се бројне друге оптужбе о куповини гласова. Од 22 члана комитета који су гласали на избору за домаћине првенстава 2018. и 2022. 11 је кажњено новчано, суспендовано, кажњено доживотном суспензијом из фудбала или кривично гоњено због корупције.

## Позадина
У октобру 2007. ФИФА је окончала своју политику континенталне ротације организације првенства. Умјесто тога, државе које су чланице исте конфедерације као држава која је била домаћин једног од претходна два првенства, не могу да се кандидују за првенство, због чега државе из Африке (из КАФ конфедерације) нису могле да се кандидују за првенство 2018. док државе из Јужне Америке (из КОНМЕБОЛ конфедерације) нису могле да се кандидују ни за првенство 2018. ни за првенство 2022. Остали фактори у процесу избора укључују број одговарајућих стадиона и њихову локацију у земљама кандидатима. Гласање се врши коришћењем вишеструког исцрпног гласачког листића, система при чему се кандидат који добије најмање гласова у сваком кругу елиминише све док већина не изабере једног кандидата.

### Политика ротирања
Након избора домаћина Свјетског првенства 2006, ФИФА је на састанку комитета донијела одлуку о политици одређивања домаћина будућих издања. Шест свјетских конфедерација, што одговара броју континената, смјењивало се у редосљеду давања кандидатура, за одређено издање, унутар својих националних удружења чланица. Тај систем је коришћен само за избор домаћина Свјетског првенства 2010. (Јужна Африка) и 2014. (Бразил), који је био отворен само за чланове конфедерација КАФ и
КОНМЕБОЛ.
У септембру 2007. године, расправљало се о систему ротације и предложен је нови систем, који чини неподобним за надметање само двије последње конфедерације домаћина Свјетског првенства. Тај приједлог је усвојен на састанку извршног комитета ФИФА, 29. октобра 2007. у Цириху. Према новом правилу, кандидатуре за првенство 2018. су могле да поднесу државе из конфедерација КОНКАКАФ, АФК, УЕФА и ОФК, док државе из конфедерација КАФ и КОНМЕБОЛ нису могле да се кандидују. Такође, државе из конфедерације КОНМЕБОЛ нису могле да се кандидују ни за првенство 2022. док за првенство 2022. нису могле да се кандидују ни државе из исте конфедерације као држава која добије организацију првенства 2018.
Сједињене Америчке Државе, које су остале једини кандидат за првенство 2018. ван Европе, повукле су кандидатуру, због чега је првенство морало да буде одржано у Европи, што је аутоматски значило да државе из конфедерација УЕФА и КОНМЕБОЛ не могу да буду домаћини првенства 2022.

## Процедура гласања
За оба првенства, извршни комитет ФИФА је гласао како би одлучили ко ће бити домаћини првенстава. За одређивање домаћина турнира коришћен је систем вишеструког исцрпног гласања; сви чланови комитета су могли да гласају по једном, а у сваком кругу је елиминисана по једна држава са најмање гласова, све док од двије преостале није изабран домаћин апсолутном већином. У случају да није постигнута апсолутна већина, предсједник ФИФА — Сеп Блатер би имао одлучујући глас. Комитет је имао 24 члана у вријеме гласања, али су два члана била суспендована због оптужби за продају гласова.

## Распоред
| Датум               | Процедура                                                  |
| ------------------- | ---------------------------------------------------------- |
| 15. јануар 2009.    | Званично истицање намјере за организацију првенства        |
| 2. фебруар 2009.    | Последњи рок за подношење пријаве за надметање             |
| 16. март 2009.      | Рок за подношење попуњених образаца за регистрацију понуда |
| 14. мај 2010.       | Рок за достављање свих детаља понуде                       |
| 19. јул 2010.       | почетак четвородневне индивидуалне инспекције кандидата    |
| 17. септембар 2010. | Завршетак инспекције                                       |
| 2. децембар 2010.   | Именовање домаћина Свјетских првенстава 2018. и 2022.      |

## Кандидатуре за првенство 2018.
До марта 2009, достављено је 11 кандидатура од стране 13 држава, девет појединачних и двије заједничке: Белгије и Холандије, као и Португалије и Шпаније. Мексико је такође поднио кандидатуру, али је повукао 28. септембра 2009, док је кандидатура Индонезије одбијена 19. марта 2010. због недостатка подршке Владе. Пет од преосталих девет кандидатура, Јапан, Јужна Кореја, Катар, Аустралија и Сједињене Америчке Државе, повукле су кандидатуру за првенство 2018. и остале су само у трци за организацију првенства 2022. док су све остале кандидатуре биле за оба првенства. Ипак, због тога што су све кандидатуре за првенство 2018. биле од стране држава из Европе, а према правилима ФИФА, државе које су из исте конфедерације као држава домаћин не могу да буду домаћини наредна два првенства, све кандидатуре држава из УЕФА конфедерације морале су да буду само за првенство 2018. Четири кандидатуре су поднесене из Азије, четири из Европе и једна из Сјеверне Америке. Такође је објављено на сајту ФИФА да је Египат поднио кандидатуру, али је предсједник фудбалског савеза Египта — Самир Захер, изјавио да су се само распитивали да ли могу да поднесу кандидатуру, а због тога што је Јужноафричка Република организовала првенство 2010. државе из Африке могле су да поднесу кандидатуру само за првенство 2022.
| Белгија и Холандија   |                           |                   |                   |                      |                              |                             |
| Енглеска              |                           |                   |                   |                      |                              |                             |
| Русија                |                           |                   |                   |                      |                              |                             |
| Португалија и Шпанија |                           |                   |                   |                      |                              |                             |
| Кандидатуре 2022.     | Аустралија                |                   |                   |                      |                              |                             |
| Кандидатуре 2022.     | Јапан                     |                   |                   |                      |                              |                             |
| Кандидатуре 2022.     | Катар                     |                   |                   |                      |                              |                             |
| Кандидатуре 2022.     | Јужна Кореја              |                   |                   |                      |                              |                             |
| Кандидатуре 2022.     | Сједињене Америчке Државе |                   |                   |                      |                              |                             |
| Повучене кандидатуре  | Индонезија                |                   |                   |                      |                              |                             |
| Повучене кандидатуре  | Мексико                   | кандидатуре 2018. | кандидатуре 2022. | повучене кандидатуре | Неподобне за првенство 2018. | неподобне за оба првенства. |

### Белгија и Холандија
Члан парламента Белгије — Ален Куртоа, објавио је у октобру 2006. да ће три државе Бенелукса — Белгија, Холандија и Луксембург, поднијети заједничку кандидатуру за организацију првенства 2018. У јуну 2007. три државе  су започеле кампању, али не као заједничку какву су водили Јапан и Јужна Кореја у кандидатури за првенство 2002, али су је истицали као заједничку политичку организацију. У случају добијања организације, Луксембург не би био домаћин ниједне утакмице нити би се пласирао директно на првенство, већ би само био домаћин конгреса ФИФА.
Белгија и Холандија су истакли намјеру да поднесу заједничку кандидатуру, након чега се делегација коју су предводили предсједници фудбалских савеза Белгије и Холандије, састала са предсједником ФИФА — Сепом Блатером, 14. новембра 2007. гдје су истакли намјеру за заједничку кандидатуру. На дан 19. марта 2008, делегација се састала са предсједником УЕФА — Мишелом Платинијем, како би га убиједили да је њихова понуда озбиљна и да је под једним менаџментом. Након састанка, из делегације су истакли да је Платини био импресиониран и да је подржао идеју да се Свјетско првенство врати у Европу. У фебруару 2009. поднијели су званичну кандидатуру, која је представљена 23. јуна 2009. а бивши француски фудбалер — Кристијан Карамбе, био је званични савјетник.
Фактор који није ишао у прилог њиховој кандидатури јесте што немају стадион капацитета од 80.000 мјеста за финале. Градски савјет Ротердама је у марту 2009. дао дозволу за реновирање Де Којпа или изградњу новог стадиона, који би имао капацитет од око 80.000 мјеста и који би требало да буде завршен на вријеме за првенство 2018. У новембру 2009. представљени су градови домаћини и стадиони. У Белгији, утакмице би се играле у седам градова: Антверпену, Брижу, Бриселу, Шарлрои, Генку, Генту и Лијежу, док би се у Холандији утакмице играле у пет градова, али на седам стадиона: два у Амстердаму и Ротердаму, као и по један у Ајндховену, Енсхедеу и Херенвену; Ајндховен би био пријестоница Свјетског првенства. Претходно су Белгија и Холандија заједнички организовали Европско првенство 2000.
Амбасадори кандидатуре били су Јохан Кројф и Руд Гулит, док су међу осталим амбасадорима били Дирк Којт, Марко ван Бастен, Кларенс Седорф и Еди Меркс.

### Енглеска
На дан 31. октобра 2007. фудбалски савез Енглеске објавио је да ће се кандидовати за организацију првенства. На дан 24. априла 2008. Енглеска је представила кандидатуру за првенство 2018. на 63 стране, у којем је главни фокус био развој фудбала широм свијета. Званичну кандидатуру поднијели су 27. јануара 2009, а Ричард Каборн је био на челу одбора за кандидатуру, након што се повукао са функције министра спорта на којој је био шест година. На дан 24. октобра 2008. фудбалски савез Енглеске је именовао извршни одбор за припрему кандидатуре, чији је предсједник био Дејвид Трисман. Трисман се повукао са функције 16. маја 2010. након што су објављени коментари у којима је сугерисао да ће Шпанија одустати од своје кандидатуре ако Русија помогне у подмићивању судија на Свјетском првенству 2010. након чега га је замијенио Џеф Томпсон.
Влада Уједињеног Краљевства је подржала кандидатуру Енглеске. У новембру 2005. канцелар благајне Уједињеног Краљевства — Гордон Браун и министар спорта — Теса Џауел, први пут су објавили да ће истражити могућност кандидатуре. Истог мјесеца, директор комуникација фудбалског савеза Енглеске, најавио је подршку Владе и Благајне у могућој кандидатури, али је одложио конкретне приједлоге. Браун је поновио своју подршку кандидатури у марту 2006. године, а затим поново у мају, пред почетак наступа Енглеске на Свјетском првенству 2006. Влада Уједињеног Краљевства објавила је свој званични извјештај 12. фебруара 2007. године, у коме је наглашено да је њена подршка кандидатури само за Енглеску и да ће се све утакмице играти на стадионима у Енглеској. На дан 16. децембра 2009. у склопу кандидатуре, изабрани су стадиони у 11 градова: три у Лондону, два у Манчестеру, а по један у Бирмингему, Бристолу, Лидсу, Ливерпулу, Милтон Кинсу, Њукаслу, Нотингему, Плимуту, Шефилду и Сандерланду.
Званичници ФИФА су такође истакли интересовање за кандидатуру Енглеске. Потпредсједник ФИФА — Дејвид Вил, наговијестио је могућност кандидатуре Енглеске већ у мају 2004. Франц Бекенбауер, члан извршног комитета ФИФА, који је предводио кандидатуру Њемачке за првенство 2006. двапут је јавно подржао кандидатуру Енглеске, у јануару и јулу 2007. Предсједник ФИФА — Сеп Блатер, изјавио је да пожељети добродошлицу кандидатури за првенство 2018. од стране „домовине фудбала“. Блатер се двапут састао са премијером Уједињеног Краљевства — Дејвидом Камероном, како би разговарали о кандидатури, за вријеме његових посјета Енглеској. Камерон је подржао кандидатуру и истакао је да се нада да ће „домовина фудбала“ организовати првенство.
У интервјуу, лидер руске кандидатуре, Алексеј Сорокин, критиковао је кандидатуру Енглеске наводећи високу стопу криминала у Лондону, конзумацију алкохола међу младима и енглеске навијаче који „подстичу етничку мржњу“. Енглеска је поднијела жалбу, која је повучена након извињења Русије.
Амбасадор кандидатуре био је Дејвид Бекам, док су међу осталим амбасадорима били Стивен Џерард, Алан Ширер и Вејн Руни.

### Португалија и Шпанија
Предсједник фудбалског савеза Португалије — Жилберто Мадаил, први је предложио заједничку кандидатуру Португалије и Шпаније у новембру 2007. На дан 18. фебруара 2008, Сеп Блатер је потврдио заједничку кандидатуру двије државе. Ипак, предсједник фудбалског савеза Шпаније — Анхел Вилар, изјавио је у јулу 2008. да је њихова намјера да поднесу индивидуалну кандидатуру и да су већ разговарали о томе са секретаром за спорт у Влади Шпаније, као и да није било говора о заједничкој кандидатури са Португалијом. На дан 23. новембра 2008. након што је поново изабран на функцију предсједника савеза, Вилар је изјавио да је његов главни циљ да доведе Свјетско првенство у Шпанију. Није објавио да ли ће Шпанија поднијети заједничку кандидатуру са Португалијом, али није одбацио ту могућност.
На дан 23. децембра 2008. Вилар је изјавио: „морамо да представимо јаку, досљедну и побједничку кандидатуру за Свјетско првенство“, након чега је истакао да мисли да то треба да буде заједно са Португалијом. Након састанка одбора фудбалског савеза Шпаније, објављено је да ће Шпанија и Португалија поднијети заједничку кандидатуру. Шпански спортски часопис Marca, објавио је детаље заједничке кандидатуре, по којима би се утакмице играле на укупно 12 стадиона, осам у Шпанији и четири у Португалији. Утакмица отварања била би одиграна у Лисабону, а финале у Мадриду. Шпанија је претходно организовала Свјетско првенство 1982, а Португалија Европско првенство 2004.
Амбасадори кандидатуре били су Раул и Луис Фиго.

### Русија
Русија је објавила да ће се кандидовати почетком 2009, након чега је поднијела захтјев ФИФА прије истека рока. Предсједник Русије — Владимир Путин, наредио је Виталију Мутку, министру спорта, да припреми кандидатуру Русије за организацију првенства 2018. Према ранијим извјештајима Мутка, који је такође био и предсједник фудбалског савеза Русије, држава је била спремна да потроши око 10,1 милијарду долара за организацију првенства. У комитету за кандидатуру били су и директор савеза — Алексеј Сорокин, као и Александар Ђорђадзе, директор планирања и операција кандидатуре.
Званичној делегацији која је представила модел кандидатуре Извршном комитету присуствовали су: Игор Шувалов (први потпредсједник Владе), Виталиј Мутко (министар спорта, туризма и омладинске политике), Алексеј Сорокин (директор савеза), Андреј Аршавин (капитен репрезентације), Јелена Исинбајева (олимпијска шампионка у атлетици), Вјачеслав Колосков (фудбалски функционер), Никита Симоњан (потпредсједник савеза), Сергеј Фурсенко (шеф савеза), Алексеј Смертин (бивши капитен репрезентације), Ринат Дасајев (голман репрезентације СССР), Роман Абрамович (бизнисмен), Ана Нетрепко (оперска пјевачица), Валериј Гергијев (диригент), Наталија Водијанова (манекенка), као и предсједник Татарстана, предсједник Мордовије и губернатор Нижегородске области.
Подносећи пријаву ФИФА за организацију првенства, први потпредсједник Владе Русије — Игор Шувалов, изјавио је: „Бирајући Русију, не ризикујете ништа. Политички, Русија је веома стабилна земља, финансијски имамо велике ресурсе и резерве да испунимо све обавезе.“
У склопу кандидатуре, предложено је да се утакмице играју у 14 градова, који су подијељени у пет кластера: један на сјеверу чије је средиште Санкт Петербург, један у централном дијелу чије је средиште Москва, један на југу чије је средиште Сочи, један чије је средиште Волга и један у Уралским планинама, коме припада само један град — Јекатеринбург. Остали градови који су у кандидатури наведени као домаћини ако Русија добије организацију су: Калињинград на сјеверу, Ростов на Дону и Краснодар на југу, као и Јарослављ, Нижњи Новгород, Казањ, Саранск, Самара и Волгоград у кластеру Волге. У вријеме подношења кандидатуре, Русија није имала стадион капацитета од 80.000 мјеста, али су навели да ће се стадион Лужњики, који је већ имао статус елитног УЕФА стадиона, реконструисати и да ће имати капацитет од око 85.000 мјеста. Истакли су да очекују да ће имати пет стадиона спремних за првенство до 2013. два у Москви, као и по један у Санкт Петербургу, Казању и Сочију, који је у то вријеме требало да буде домаћин Зимских олимпијских игара 2014.
Амбасадори кандидатуре били су Андреј Аршавин и Роман Абрамович.

## Кандидатуре за првенство 2022.

### Аустралија
У септембру 2007. фудбалски савез Аустралије (ФФА), објавио је да ће се кандидовати за организацију Свјетског првенства 2018. Прије тога, крајем маја 2006. министар спорта Викторије — Џастин Меден, изјавио је да жели да његова држава поднесе кандидатуру за организацију првенства. Френк Лови, предсједник фудбалског савеза Аустралије, изјавио је да је њихова намјера да користе 16 стадиона у кандидатури. Премијер Аустралије — Кевин Рад, изјавио је да Влада подржава кандидатуру, док је у децембру 2008. федерални министар спорта — Кејт Елис, објавила да ће Влада издвојити 45,6 милиона долара за финансирање припрема за кандидатуру. Рад се састао са Блатером у Цириху, у јулу 2009, како би разговарали о подршци Владе Аустралије.
На конгресу ФИФА 2008. који је одржан у Сиднеју, Блатер је изјавио да би Аустралија требала да се фокусира на организацију првенства 2022, али је Лови одговорио да Аустралија хоће да организује првенство 2018. На дан 10. јуна 2010. Аустралија је ипак повукла кандидатуру за првенство 2018. и фокусирала се на првенство 2022, након изјаве предсједника АФК-а да првенство 2018. треба да се одржи у Европи.
Највећи стадиони у Аустралији користе се и у другим спортовима, чије се сезоне такмичења преклапају са датумом одржавања Свјетског првенства. Аустралијска фудбалска лига (АФЛ) и Национална рагби лига (НРЛ), објавиле су да ће немогућност приступа тим стадионима на осам недеља озбиљно пореметити њихове сезоне и утицати на одрживост њихових клубова. Из АФЛ-а су истакли да се неће одрећи стадиона Етихад током читавог потребног периода. На дан 9. маја 2010. АФЛ, НРЛ и ФФА су потписали Меморандум о разумијевању, који гарантује да ће АФЛ и НРЛ сезоне моћи да се наставе ако Аустралија добије организацију, а у случају било каквих поремећаја изазваних одржавањем Свјетског првенства, ФИФА ће надокнадити губитке организацијама АФЛ и НРЛ. Директор АФЛ-а — Ендру Деметрију, подржао је кандидатуру иако је претходно није подржавао. Франц Бекенбауер је изјавио да извршни комитет ФИФА неће разматрати питање фракцијских спорова између ФФА, НРЛ и АФЛ. Иако је дјеловало да Аустралија има велику подршку, добила је само један глас, што је зачудило Бекенбауера.
Амбасадори кандидатуре били су Никол Кидман и Хју Џекман, док су међу осталим амбасадорима били Марк Шварцер, Роби Фаулер, Тим Кејхил и Марк Вебер.

### Јапан
Јапан је намјеравао да постане прва држава из Азије која ће бити домаћин Свјетског првенства двапут, али стручњаци су истакли да им не иде у прилог што су већ били домаћини првенства 2002. заједно са Јужном Корејом. Иако Јапан није имао стадион капацитета од 80.000 мјеста, планирали су да изграде стадион капацитета од 100.000 мјеста, који би требало да буде средиште Олимпијских игара 2016, за које се Токио кандидовао.
Јапан се такође обавезао да ће, ако му буде одобрено право да буде домаћин првенства 2022. развити технологију која ће му омогућити да обезбиједи међународни телевизијски пренос догађаја уживо у 3Д, што би омогућило 400 стадиона у 208 земаља да обезбиједе 360 милиона људи са 3Д покривеношћу утакмица у реалном времену пројектованих на огромним екранима, снимљених у 360 степени са 200 ХД камера. Такође, истакли су да ће емитовати утакмице у холографском формату ако технологија за то буде доступна до тог времена. Осим што би гледаоцима широм свијета омогућило да гледају утакмице на равним екранима који пројектују 3Д слике, холографска пројекција би пројектовала утакмице на стадионске терене, стварајући већу илузију да су играчи заправо присутни на том терену. Микрофони уграђени испод површине терена, снимали би све звукове, као што су ударци лопте, како би се додао осјећај реализма.
Кандидатура за Олимпијске игре је била неуспјешна, Токио је завршио на трећем мјесту у гласању које је одржано у октобру 2009. Потпредсједник фудбалског савеза Јапана — Јунџи Огура, претходно је изјавио да ако Токио не добије организацију Игара, нису велике шансе да Јапан добије организацију Свјетског првенства ни 2018. ни 2022. На дан 4. маја 2010. Јапан је објавио да је одустао од кандидатуре за првенство 2018. како би се фокусирали на првенство 2022, усред растућих спекулација да ће првенство 2018. бити одржано у Европи.
Амбасадори кандидатуре били су Зико и Ивица Осим, док су међу осталим амбасадорима били Шунсуке Накамура, Кеисуке Хонда и Драган Стојковић.

### Катар
Катар је поднио кандидатуру само за првенство 2022. покушавајући да постане прва арапска држава, као и прва држава са Средњег истока која ће бити домаћин Свјетског првенства. Претходне кандидатуру арапских држава су биле неуспјешне: Мароко се кандидовао за првенства 1994, 1998, 2006. и 2010, док су се за првенство 2010. такође заједнички кандидовали Либија и Тунис, чија кандидатура је одбијена, као и Египат који није добио ниједан глас. Шеик Мохамед бин Хамад бин Калифа ел Тани, син бившег емира Катара, био је предсједник комисије за кандидатуру. Катар је планирао да промовише кандидатуру као јединство Арапа и надали су се да ће добити подршку цијелог арапског свијета, а такође су кандидатуру користили као прилику да приближе разлике између арапског и западног свијета. У новембру 2009. покренули су рекламну кампању широм државе.
Највећи проблем који су стручњаци навели у кандидатури Катара су високе температуре љети. Свјетско првенство је увијек одржавано на крају сезоне у Европи, у јуну и јулу, а током тог периода, просјечне дневне температуре у Катару су око 40 °C, док најниже дневне температуре не падају испод 30 °C. Шеик Ел Тани је изјавио: „догађај мора бити организован у јуну или јулу. Мораћемо да искористимо помоћ технологије да се супротставимо тешким временским условима. Већ смо покренули процес. Стадион са контролисаном температуром је одговор на проблем. Имамо и друге планове у рукаву.“ Планирано је да првих пет предложених стадиона користи технологију хлађења која може да смањи температуру на стадиону до 20 °C. Поред тога, планирано је да горњи нивои стадиона буду растављени након Свјетског првенства и донирани земљама са мање развијеном спортском инфраструктуром.
Сеп Блатер је подржао идеју да се Свјетско првенство одржи на Средњем истоку, изјавивши у априлу 2010: „Арапски свијет заслужује Свјетско првенство. Имају 22 земље и нису имали прилику да организују турнир.“ Такође је похвалио Катар као кандидата за домаћинство, изјавивши: „када сам први пут био у Катару, овдје је било 400.000 људи, а сада је 1,6 милиона. У погледу инфраструктуре, када сте били у стању да организујете Азијске игре 2006, са више од 30 такмичења за мушкарце и жене, онда то није питање.“ Кандидатура Катара за домаћина првенства 2022. добила је велики подстицај 28. јула 2010, када је предсједник АФК-а — Мохамед бин Хамам, подржао кандидатуру своје земље. У говору који је одржао у Сингапуру, изјавио је: „имам један глас и искрено говорећи, гласаћу за Катар, али ако Катар не буде у трци, гласаћу за другу азијску земљу.“ Катар је већ био домаћин АФК купа Азије 1988, Свјетског првенства за играче до 20 година 1995. и АФК Азијског купа 2011.
Амбасадор кандидатуре био је Зинедин Зидан, док су међу осталим амбасадорима Габријел Батистута, Пеп Гвардиола и Сами ел Џабер.

### Јужна Кореја
Јужна Кореја је поднијела кандидатуру само за првенство 2022, са намјером да постану прва азијска држава која је била домаћин Свјетског првенства двапут, али су стручњаци истакли да им не иде у прилог што су већ били домаћини првенства 2002. заједно са Јапаном. Ханг Сунјо, бивши министар иностраних послова Јужне Кореје, именован је за предсједника комитета за кандидатуру, у августу 2009. У септембру 2009, састао се са предсједником ФИФА — Сепом Блатером, у Цириху, док је у јануару 2010. предсједник Јужне Кореје — Ли Мјангбак, посјетио сједиште ФИФА у Цириху, гдје се састао са Блатером, како би истакао да кандидатура има подршку државе и да је Јужна Кореја спремна да организује првенство. Ханг Сунјо је истакао да се нада да ће моћи да укључи и Сјеверну Кореју у организацију и да се неколико утакмица одигра код њих, у случају да Јужна Кореја добије домаћинство.
Иако Јужна Кореја нема стадион капацитета од 80,000 мјеста, планирано је да реконструишу један од постојећих стадиона како би задовољили критеријуме. У то вријеме, три стадиона су имала капацитет од преко 60,000 мјеста: Олимпијски стадион, стадион за Свјетско првенство и стадион Тегу. Планирана је и изградња стадиона у Инчону капацитета од 70,000 мјеста, у склопу припрема за Азијске игре 2014. Остали стадиони коју су испуњавали услове су већ били изграђени у склопу припрема за Свјетско првенство 2002. Изабрано је укупно 12 градова у којима би се играле утакмице: Бусан, Чонан, Тегу, Теџон, Којан, Квангџу, Инчон (2 стадиона), Џонџу, Соквипо, Сеул (2 стадиона), Сувон и Улсан.
Амбасадор кандидатуре био је Парк Џисонг.

### САД
Фудбалски савез Сједињених Америчких Држава први пут је у фебруару 2007. објавио да ће се кандидовати за организацију првенства 2018. На дан 28. јануара 2009, савез је објавио да ће се кандидовати и за првенство 2018. и за првенство 2022. Дејвид Доунс, предсједник телевизијске мреже Univision Sports, био је извршни директор кандидатуре. Остали чланови комитета боли су предсједник савеза — Сунил Гулати, главни извршни директор савеза — Ден Флајн, комесар МЛС лиге — Дон Гарбер и Фил Марфи, бивши предсједник националних финансија за Демократски национални комитет. Потпредсједник ФИФА — Џек Варнер, који је такође био предсједник КОНКАКАФ конфедерације, првобитно је изјавио да ће покушати да доведе Свјетско првенство у КОНКАКАФ регион, али је истакао да би волио да САД промијене свој план и да се кандидују само за првенство 2022.
У априлу 2009, комитет за кандидатуру је одабрао 70 стадиона из 50 градова као могуће стадионе за првенство, од којих је њих 58 потврдило да су заинтересовани. Након два мјесеца, списак стадиона је скраћен на 45 у 37 градова, а затим је у августу 2009. скраћен на 32 стадиона у 27 градова. У јануару 2010. изабран је 21 стадион у 18 градова у склопу коначне кандидатуре; градови који су одабрани су: Атланта, Балтимор, Бостон (Фоксборо), Далас, Денвер, Хјустон, Индијанаполис, Канзас Сити, Лос Анђелес, Мајами, Нешвил, Њујорк, Филаделфија, Финикс, Сан Дијего, Сијетл, Тампа и Вашингтон. Градови са више од једног стадиона су: Лос Анђелес, Сијетл, Далас и Вашингтон. Одабрани стадиони су били просјечног капацитета од 77,000 мјеста, јер ниједан није имао капацитет мањи од 65,000 мјеста, док је њих седам имало капацитет од најмање 80,000 мјеста.
У јулу 2010. Предсједник САД — Барак Обама, састао се у Бијелој кући са Сепом Блатером, како би добио подршку за организацију првенства, а Блатер је изјавио да САД имају добре шансе да добију домаћинство. У октобру, САД су повукле кандидатуру за првенство 2018. како би се фокусирали на првенство 2022.
Амбасадор кандидатуре био је Бил Клинтон, док су међу осталим амбасадорима били Бред Пит, Миа Хам, Арнолд Шварценегер и Хенри Кисинџер.

## Отказане кандидатуре
Двије државе су морале да откажу своје кандидатуре за првенства 2018. и 2022, прије него што су почеле индивидуалне инспекције и процјене. Мексико је одустао од кандидатуре за оба првенства из финансијских разлога, док је Индонезија била поднијела кандидатуру само за првенство 2022. али је ФИФА одбила.

### Индонезија
У јануару 2009, фудбалски савез Индонезије је потврдио да намјеравају да се кандидују за првенство 2022, уз подршку Владе. У фебруару 2009. започели су кампању „Зелено Свјетско првенство Индонезија 2022“. Кампања је укључивала план од 1 милијарде долара за побољшање инфраструктуре поред стадиона, како би задовољили критеријуме ФИФА, док је новац за изградњу стадиона требало да стигне од регионалних влада. Индонезија је постала прва азијска држава која је наступила на Свјетском првенству, када се пласирала на првенство 1938 у Француској, под колонијалним именом Холандска Индија. Индонезија је такође организовала Азијски куп 2007. заједно са Малезијом, Тајландом и Вијетнамом.
На промоцији кампање, предсједник савеза — Нурдин Халид, рекао је да сматра да Индонезија има добре шансе да добије организацију првенства, без обзира на лошу инфраструктуру, заједно са лошим квалитетом националног тима у поређењу са другим кандидатима. Он је рекао да је Индонезија предложила „Зелено Свјетско првенство 2022“, надајући се да ће искористити тренутни покрет зеленила и глобалног загријавања широм свијета, изјавивши: „наша стопа крчења шума је много допринјела загађењу свијета. Домаћинством Свјетског првенства желимо да изградимо инфраструктуру и објекте који су еколошки прихватљиви тако да можемо дати више планети.“
Кандидатура је покренута у тренутку када су индонежански фудбалски навијачи вршили велики притисак да Халид поднесе оставку на мјесто предсједника фудбалског савеза. Није било званичне подршке владе Индонезије до 9. фебруара 2010. године, што је крајњи рок за државну владу да поднесе писмо подршке за кандидатуру. Генерални секретар савеза — Нуграха Бесо, није порекао да Индонезија може да буде дисквалификована из процеса због тога што Влада не подржава кандидатуру. На дан 19. марта 2010. ФИФА је одбацила кандидатуру Индонезије за Свјетско првенство 2022. јер је Влада изјавила да се они брину за народ земље и због тога нису могли да подрже кандидатуру као што је ФИФА тражила. Након одбијања, фудбалски савез Индонезије је пружио подршку Аустралији за организацију првенства.

### Мексико
Предсједник фудбалског савеза Мексика — Алберто де ла Торе, објавио је 2005. да намјеравају да се кандидују за организацију првенства 2018. али нису могли због политике ротирања континената. Према политици ротације, за Свјетско првенство 2014. могле су да се кандидују само државе из Јужне Америке, а након што је Колумбија повукла кандидатуру, Бразил је остао једини кандидат, што је ситуација коју је ФИФА жељела да избјегне у наредним процесима. Политика ротирања је укинута 2007, након чега је Мексико поднио кандидатуру, али је повукао из финансијских разлога.

## Избор

### Особе са правом гласа
Предсједник ФИФА
- Сеп Блатер (суспендован 2015. на осам година од стране Етичког комитета ФИФА, усред свеобухватне истраге о корупцији коју су водиле САД у случају корупције у ФИФА из 2015)

Виши потпредсједник
- Хулио Грондона (умро 30. јула 2014. године; подигнута је оптужница 6. априла 2020. од стране америчког Министарства правде)

Потпредсједници
- Иса Хајату
- Чон Монџун
- Џек Ворнер (оптужен због корупције у случају корупције у ФИФА из 2015)
- Анхел Марија Вилар
- Мишел Платини (суспендован доживотно 2015. и забрањене су му све фудбалске активности због кршења етике)
- Џеф Томпсон

Чланови
- Михел д'Хоге
- Рикардо Тешеира (оптужен 3. децембра 2015. од стране америчког Министарства правде)
- Мохамед бин Хамам (суспендован доживотно 2011. и забрањене су му све фудбалске активности због кршења етике)
- Сенес Ерцик
- Чак Блејзер (изјаснио се кривим по оптужбама за корупцију у случају корупције у ФИФА из 2015)
- Ворави Макуди (суспендован на пет година 2015. због преваре и фалсификовања)
- Николас Леоз (умро 2019, оптужен за корупцију у случају корупције у ФИФА из 2015)
- Јунџи Огура
- Мариос Лефкаритис
- Жак Анума
- Франц Бекенбауер
- Рафаел Салгверо (оптужен 3. децембра 2015. од стране америчког Министарства правде)
- Хени Або Рида
- Виталиј Мутко

Укинуто право гласа
- Рејналд Темарили[136]
- Амос Адаму[136]

### Кругови гласања
На дан 2. децембра 2010. предсједник ФИФА — Сеп Блатер, објавио је побједнике кандидатура за првенства у сједишту ФИФА у Цириху. Русија је изабрана за домаћина првенства 2018. док је Катар изабран за домаћина првенства 2022. Русија је тако постала прва држава из источне Европе која је добила организацију Свјетског првенства, док је Катар постао прва држава са Средњег истока која је добила организацију првенства. Блатер је напоменуо да је комитет одлучио да „оде у нове земље“ и да одражава жељу да се „развије фудбал“ довођењем у више земаља.
У сваком кругу била је потребна већина од дванаест гласова. Ако ниједна кандидатура није добила 12 гласова у кругу, она са најмање гласова у том кругу је елиминисана, а према томе, свака преостала кандидатура не би требало да добије мање гласова у наредним круговима него у претходним. Више кандидатура добило је мање гласова у другом кругу гласања у поређењу са првим кругом (Холандија/Белгија, Катар и Јапан). најмање два члана са правом гласа у сваком од гласања за првенства 2018. и 2022. промијенили су своје гласове између кругова гласања упркос томе што опција за коју су гласали први пут није елиминисана у првом кругу гласања.
| Држава               | Гласови | Гласови |
| Држава               | 1       | 2       |
| -------------------- | ------- | ------- |
| Русија               | 9       | 13      |
| Шпанија/ Португалија | 7       | 7       |
| Холандија/ Белгија   | 4       | 2       |
| Енглеска             | 2       | –       |
| Укупно гласова       | 22      | 22      |

| Држава                    | Гласови | Гласови |    |    |
| Држава                    | 1       | 2       | 3  | 4  |
| ------------------------- | ------- | ------- | -- | -- |
| Катар                     | 11      | 10      | 11 | 14 |
| Сједињене Америчке Државе | 3       | 5       | 6  | 8  |
| Јужна Кореја              | 4       | 5       | 5  | –  |
| Јапан                     | 3       | 2       | –  | –  |
| Аустралија                | 1       | –       | –  | –  |
| Укупно гласова            | 22      | 22      | 22 | 22 |

### Оптужбе за куповину гласова
Убрзо након гласања у децембру 2010, ESPN је објавио наводе који повезују избор Катара са пројектом Football Dreams, програмом за развој младих који је каналисао новац од катарске владе у фудбалске програме у 15 држава подсахарске Африке, Латинске Америке и југоисточне Азије, од којих је шест држава имало представнике у извршном комитету ФИФА. У фебруару 2011. Блатер је признао да су шпански и катарски тимови покушали да размијене гласове, изјавивши: „Да будем искрен, било је гомила гласова између Шпаније и Катара. Али то је била глупост. Било је ту, али није ишло, ни за једну ни за другу страну.“
У мају 2011, бивши директор кандидатуре Енглеске 2018. лорд Дејвид Треисман, рекао је изабраном комитету Доњег дома да су му четири члана ФИФА комитета пришла тражећи разне ствари у замјену за гласове. Међу оптуженима су били потпредсједник ФИФА Џек Ворнер, који је тражио 2,5 милиона фунти за пројекте, као и Николас Леоз, који је наводно тражио да буде проглашен витезом. Часопис The Sunday Times је такође тог мјесеца извијестио да су Иса Хајату и Жак Анума добили 1,5 милиона долара у замјену за своје гласове у корист Катара. На дан 30. маја 2011, предсједник ФИФА — Сеп Блатер одбацио је доказе на конференцији за новинаре, док је Џеку Ворнеру, који је тог дана суспендован због одвојеног кршења етике до завршетка истраге, процурио имејл од генералног секретара ФИФА — Жерома Валкеа, који сугерише да је Катар „купио“ права за домаћинство Свјетског првенства 2022. Валке је накнадно издао саопштење у којем је негирао да је сугерисао да је то био мито, рекавши умјесто тога да је земља „користила свој финансијски мишић да лобира за подршку“. Званичници Катара су негирали било какву неприкладност. Тео Цванцигер, предсједник фудбалског савеза Њемачке, такође је позвао ФИФА да преиспита додјелу првенства Катару.
У јулу 2012. ФИФА је именовала бившег америчког тужиоца Мајкла Џеја Гарсију да истражи наводе о куповини гласова у процесу избора домаћина за Свјетска првенства. Он је поднио извјештај у септембру 2014, који је ФИФА тада одбила да објави у цјелости. Умјесто тога, ФИФА је објавила резиме који је Гарсија описао као „материјално непотпун“, што је довело до тога да поднесе оставку у знак протеста. ФИФА је на крају објавила извјештај 2017. године, након што је њемачки часопис Bild написао да ће објавити копију која је процурила. У извјештају је детаљно описано десетине навода, али он није пружио чврсте доказе за куповину гласова. У мају 2015. године, док су се чланови окупили у Цириху на 65. Конгресу ФИФА, амерички федерални тужиоци поново су отворили случајеве корупције који су довели до хапшења седморице. Оптужено је више од 40 особа, укључујући чланове комитета за избор домаћина првенстава 2018. и 2022. Луиса Бедоју, Чака Блејзера, Николаса Леоза, Рафаела Салгвера, Рикарда Тешеиру и Џека Ворнера. Настали случајеви су довели до тога да ФИФА суспендује многе чланове, укључујући Ису Хајатуа, и смијени Сепа Блатера са функције предсједника.
У априлу 2020. Министарство правде Сједињених Америчких Држава покренуло је нове оптужнице против чланова комитета Николаса Леоза, Рикарда Тешеире, Хулија Грондоне и Џека Ворнера. Оптужнице су прецизирале како су лажне корпорације и лажни консултантски уговори коришћени за плаћање бирачима између 1-5 милиона долара за њихову подршку. Други бирачи који су се претходно изјаснили кривим за примање мита, укључујући Рафаела Салгвера из Гватемале, помогли су у оптужницама, што заједно са претходним случајевима значи да је више од половине бирача оптужено за прекршаје у вези са њиховим гласовима. Леоз је умро 2019. у Парагвају, док је био у кућном притвору и борио се против изручења Сједињеним Државама, док је Тешеира остао у Бразилу, који нема потписан уговор о изручењу са Сједињеним Државама. Швајцарски тужиоци су такође оптужили Франца Бекенбауера за проневјеру и прање новца у вези са гласањем за избор домаћина Свјетског првенства 2006. године, док је Анхел Марија Вилар ухапшен у јулу 2017. због проневјере, након што је претходно кажњен због одбијања да сарађује са истрагама о куповини гласова у избору домаћина 2018. и 2022.

## Реакције
Као реакција на објаву побједника, дошло је до славља на улицама Русије и Катара. Катарска берза одговорила је повећаним учешћем у трговању након објаве.
Предсједник Ирана — Махмуд Ахмадинеџад, поручио је шеику Катара да је домаћинство првенства „велики атлетски догађај који може да промовише фудбал у области Персијског залива и Блиског истока“. Он је такође рекао да је Иран спреман да помогне Катару у организацији догађаја и да се нада да би његови сусједи „могли да остваре разуман дио учешћа на првенству.“ Шеик Хамад бин Калифа ел Тани је изјавио да је неопходна сарадња између земаља у региону како би се искористила спортска прилика која се указала. Такође је додао да ће иницијатива Катара мотивисати њихове сусједе да „промовишу и развијају свој фудбал“.
Роџер Бурден, који је био вршилац дужности предсједника фудбалског савеза Енглеске, повукао је своју пријаву за стално мјесто неколико дана након гласања, изјавивши да не може да вјерује члановима ФИФА због њихових поступака. Извршни директор Енглеске кандидатуре — Енди Енсон, изјавио је: „Мислим да се то мора промијенити јер зашто би иначе Аустралија, Сједињене Државе, Холандија, Белгија, Енглеска икада поново подносиле кандидатуру?“
Медији у земљама губитницима су такође имале оштру реакцију; већина британских часописа је тврдила да је Свјетско првенство „продато” Русији, а шпански El Mundo, холандски Algemeen Dagblad и јапански Nikkei су коментарисали финансијску моћ Русије и катарске робне и енергетске резерве. Амерички часописи, Seattle Times и The Wall Street Journal навели су дослух и корупцију у избору. Дански министар културе — Џои Моргенсен, изјавио је 2021. након виртуелног састанка са министрима културе из осталих нордијских држава, да је било погрешно додијелити домаћинство Катару, наговјештавајући корупцију у ФИФА, а додао је да његово мишљење дијеле и представници осталих нордијских држава. Новинска агенција Associated Press објавила је у фебруару 2022. да је Катар платио више од 10 милиона долара компанији у којој су радили бивши оперативци ЦИА у покушају да ућутка критике Цванцигера, предсједника фудбалског савеза Њемачке и бившег члана комитета ФИФА, на рачун тога што је богата арапска држава домаћин Свјетског првенства 2022. Цванцигер је био мета вишегодишње тајне операције, кодног назива „Пројекат Ривербед“, чији је циљ био да неутралише ефективност Цванцигерових критика. Бивши службеник ЦИА — Кевин Чалкер, изјавио је да Цванцигер није био мета пројекта, већ да је то био само „пројекат праћења медија са стажистима и надгледан од стране једног стално запосленог, који је био одговоран за читање и сумирање новинских чланака“.